# Криві рівної гучності

Криві рівних гучностей

Криві́ рі́вної гу́чності — лінії, що з'єднують на графіку точки, які характеризують собою чисті тони рівної гучності, але різної частоти.